# Rokkeveen
De wijk Rokkeveen is een van de grootste wijken in Zoetermeer. De eerste paal voor Rokkeveen werd in 1987 geslagen. Deze wijk bestaat uit twee delen, namelijk Rokkeveen-Oost (wijk 18) en Rokkeveen-West (wijk 19). Rokkeveen-Oost bestaat hoofdzakelijk uit de Kleurenbuurt. Rokkeveen-West bestaat daarentegen uit de Stenenbuurt, Gangenbuurt, Zomenbuurt en de Houtbuurt. Het overgrote deel van Rokkeveen bestaat uit eengezinswoningen (76,8 % van alle woningen).

## Rokkeveen-Oost
Rokkeveen-Oost bestond eerder dan Rokkeveen-West. Kenmerkend voor Rokkeveen-Oost is de geometrische structuur van de wijk (vierkanten, driehoeken en cirkels) en kaarsrechte structuurlijnen. Daarmee is het een reactie op de bouwstijl van de wijk Seghwaert waar geometrie uit den boze was. Een van de beste voorbeelden van de geometrische structuur ligt in Rokkeveen-Oost op de Granietgroen waar het grote appartementencomplex de Vierkant heet (een torenflat).

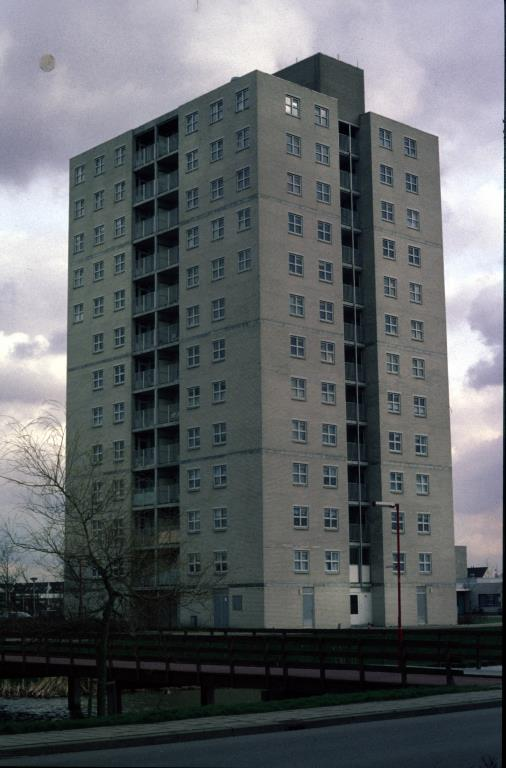
Het Vierkant: Een torenflat in de wijk Rokkeveen-Oost. Deze flat is kenmerkend voor de wijk vanwege de geometrische vorm.

Kenmerken van Rokkeveen-Oost zijn onder meer watertoren De Tien Gemeenten en het Burgemeester Hoekstrapark. Ook het station Zoetermeer Oost ligt aan de rand van Rokkeveen-Oost.

## Rokkeveen-West
Waar nu het huidige Rokkeveen-West ligt, bij met name de Zomenbuurt en de Houtbuurt lag in 1992 de Floriade. De parken en het Balijbos in het westelijke deel van Rokkeveen zijn hier overblijfselen van. Dit heeft plaatsgemaakt voor een groot aantal woningen, waardoor het overgrote deel van de flora moest verdwijnen. In Rokkeveen-West zie dat er voor een deel afscheid wordt genomen van de strakke geometrische lijnen. De abstracte, doosachtige vormen blijven, maar ze worden meer en meer gecombineerd met eigentijdse vormen, technieken, materialen en kleurpatronen.
Kenmerken van Rokkeveen-West zijn: de Mandelabrug, de Balijbrug (brug die Rokkeveen(-West) en het Balijbos verbindt met de wijk Meerzicht en een uitloper van het Westerpark) en het Floriadepark (een restant van de Floriade). In het Floriadepark ligt ook de JOP (Jongeren Ontmoetings Plek) voor jongeren in Rokkeveen(-West).

## Etymologie
De naam Rokkeveen is ontleend aan een voormalig veenland van de heer Rutger dat in 1295 Ruckevene heette.

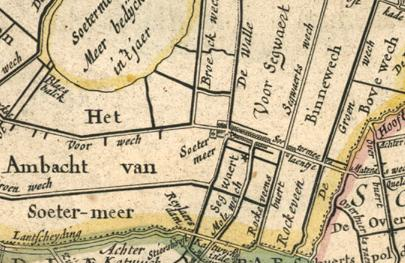
Rokkeveen in 1665 (rechtsonder)

Buytenwegh De Leyens ·
Dorp ·
Driemanspolder ·
Meerzicht ·
Noordhove ·
Oosterheem ·
Palenstein ·
Rokkeveen ·
Seghwaert ·
Stadscentrum